# فینال جام اتحادیه فوتبال انگلستان ۱۹۸۹
فینال جام اتحادیه فوتبال انگلستان ۱۹۸۹، رقابت پایانی جام اتحادیه فوتبال انگلستان در سال ۱۹۸۹ میلادی است که مابین دو تیم باشگاه فوتبال ناتینگهام فارست و باشگاه فوتبال لوتن تاون در ورزشگاه ومبلی لندن برگزار شده‌است.
این مسابقه که در تاریخ ۹ آوریل ۱۹۸۹ انجام شده‌است با نتیجه ۳ بر ۱ به سود تیم باشگاه فوتبال ناتینگهام فارست به پایان رسید.